# Смит, Хьюлетт Карлсон
Хьюлетт Карлсон Смит (англ. Hulett Carlson Smith; 21 октября 1918 — 15 января 2012) — американский политический деятель, 27-й губернатор штата Западная Вирджиния с 1965 по 1969 год.

## Биография
Хьюлетт Карлсон Смит родился в Бекли, Западная Вирджиния, в семье будущего конгрессмена и мэра Бекли, Джо Смита. Смит посещал государственную школу в Роли и окончил с отличием Уортонскую школу бизнеса в Пенсильвании, где он специализировался в области экономики. После Смит работал в страховом бизнесе и на радиостанции, принадлежавшей его семье. Во время Второй мировой войны служил в ВМС США, дослужившись до звания лейтенанта, и стал лейтенант-коммандером Резерва военно—морских сил США. После войны Смит стал президентом Home Insurance Agency и Investment Securities Inc. в родном Бекли.
Смит активно участвовал в общественно-политической жизни. Он был лицензированным частным пилотом, и в 1947 году губернатор штата Кларенс Медоуз назначил Смита руководителем агентства по аэронавтики. На этом посту Смит проработал 12 лет. В 1952 году был избран вице-президентом Молодёжной торговой палаты Западной Вирджинии. В период с 1956 по 1962 занимал пост председателя демократической партии Западной Вирджинии. В 1961—1963 руководил Департаментом торговли Западной Вирджинии.
За это время Смит стал соучредителем горнолыжного курорта Bald Knob, предшественника горнолыжного курорта Winterplace.
Был избран губернатором Западной Вирджинии в 1964 году. При этом пытался избраться ещё в 1960 году, но проиграл внутрипартийные выборы. При нём Западная Вирджиния стала девятым штатом, запретившим смертную казнь — соответствующий закон был подписан в первый год губернаторства. Принята поправка в бюджетное правило, делавшая губернатора ответственным за разработку бюджета штата. Также были приняты законодательные меры по борьбе с загрязнением воздуха и воды и защите прав человека. Из-за существовавших в то время ограничений на срок пребывания на посту Смит не мог повторно баллотироваться в 1968, пост перешёл к республиканцу Арчу Муру.
После завершения госслужбы Смит вернулся в страховой бизнес, был президентом компании Home Insurance Agency. Занимал должности главного казначея в двух госпиталях в районе Бекли. На пенсии занимался вопросами охраны окружающей среды и работал в ряде общественных организаций.
Хьюллет Смит умер в возрасте 93 лет в своём доме в Скоттсдейле, штат Аризона.

## Семья
В 1942 году Смит женился. От этого брака у него было шесть детей, один из которых умер в детстве. Через три года после смерти супруги в 1987 году Смит повторно женился, второй брак прервался в 2009 со смертью жены. На момент смерти у Хьюлетта Смита было четверо детей, двенадцать внуков и трое правнуков.